# خوسيه بينيتيز
خوسيه بينيتيز (بالإسبانية: José Benítez)‏ مواليد 28 فبراير 1990، هو لاعب كرة مضرب باراغواياني بدأ مسيرته كمحترف سنة 2007. أعلى تصنيف له في الفردي كان المركز الـ 1015 في سنة 2011. أعلى تصنيف له في الزوجي كان المركز الـ 930 في سنة 2011.

## روابط خارجية
- خوسيه بينيتيز على موقع رابطة محترفي التنس (الإنجليزية)
- خوسيه بينيتيز على موقع الاتحاد الدولي لكرة المضرب (الإنجليزية)
- خوسيه بينيتيز على موقع كأس ديفيز (الإنجليزية)
- خوسيه بينيتيز على موقع خلاصة التنس.كوم (الإنجليزية)